# 関中道
関中道（かんちゅう-どう）は中華民国北京政府により設置された陝西省の道。

## 沿革
1913年（民国2年）3月、陝中道として成立、観察使は長安県に置かれ、下部に長安、咸寧、咸陽、興平、臨潼、高瀬、鄠県、藍田、涇陽、三原、盩厔、渭南、富平、醴泉、同官、耀県、鄜県、洛川、中部、作部、宜君の20県を管轄した。1914年（民国3年）5月23日、関中道と改称され、観察使も道尹と改められ、管轄県は長安、咸寧、咸陽、興平、臨潼、高陵、鄠県、藍田、涇陽、三原、盩厔、渭南、富平、醴泉、同官、耀県、大茘、朝邑、郃陽、澄城、白水、韓城、華陰、潼関、華県、商県、蒲城、雒南、柞水、鳳翔、岐山、宝鶏、扶風、郿県、麟遊、汧陽、隴県、邠県、栒邑、杉山、淳化、長武、乾県、武功、永寿の43県となった。1926年（民国15年）11月に廃止されている。

## 行政区画
廃止直前の下部行政区画は下記の通り。（50音順）
- 渭南県
- 永寿県
- 華県
- 華陰県
- 韓城県
- 咸寧県
- 咸陽県
- 岐山県
- 涇陽県
- 乾県
- 汧陽県
- 鄠県
- 興平県
- 郃陽県
- 高陵県
- 柞水県
- 三原県
- 淳化県
- 栒邑県
- 商県
- 大茘県
- 盩厔県
- 長安県
- 澄城県
- 長武県
- 朝邑県
- 同官県
- 潼関県
- 白水県
- 郿県
- 武功県
- 富平県
- 扶風県
- 邠県
- 宝鶏県
- 鳳翔県
- 蒲城県
- 耀県
- 雒南県
- 藍田県
- 臨潼県
- 麟遊県
- 隴県
- 醴泉県